# Chris Whitaker
Pour les articles homonymes, voir Whitaker.
Pas d'image ? Cliquez ici

a Compétitions nationales et continentales officielles uniquement.

b Matchs officiels uniquement.
Chris J. Whitaker, né le 19 octobre 1974 à Sydney (Australie), est un joueur international australien de rugby à XV jouant au poste de demi de mêlée. 
International australien de 1998 à 2005, il évolue avec la Nouvelle-Galles du Sud, qui joue sous le nom des Waratahs en Super 12. Il rejoint ensuite l'Europe pour évoluer avec la franchise irlandaise du Leinster Rugby.
Devenu entraîneur, il est d'abord entraîneur adjoint au Leinster, au Stade français Paris puis au RC Narbonne. De 2016 à 2018, il entraîne l'Union sportive montalbanaise en binôme avec Pierre-Philippe Lafond. Depuis 2019, il est entraîneur des arrières des Waratahs.

## Carrière

### En club
Il dispute alors le Super 14, il a joué onze matchs de Super 12 en 2004 et treize en 2005. Avec 100 matchs effectués avec les Waratahs, c'est le joueur le plus capé de la franchise. C'est aussi le deuxième joueur le plus capé de la province de New South Wales.

### Entraîneur
Il commence sa carrière d'entraîneur dans son dernier club, la franchise irlandaise du Leinster. Il est l'adjoint de l'entraîneur australien Michael Cheika en 2009-2010, avant de le suivre au Stade français Paris en Top 14 de 2010 à 2012.
De 2013 à 2016, il devient l'entraîneur-adjoint de Justin Harrison au RC Narbonne.
De 2016 à 2018, il est co-entraîneur de l'US Montauban, responsable des arrières, aux côtés de Pierre-Philippe Lafond, responsable des avants.
En 2019, il revient aux Waratahs en Australie pour être entraîneur des arrières auprès des entraîneurs en chef Daryl Gibson puis Rob Penney. Le 28 mars 2021, Rob Penney est remercié. Chris Whitaker et Jason Gilmore sont alors nommés entraîneurs en chef de la province jusqu'à la fin de la saison de Super Rugby.

## Statistiques

### En équipe nationale
Chris Whitaker obtient 31 sélections, dont 26 en tant que titulaire, avec l'équipe d'Australie, entre le 22 août 1998 à Johannesbourg contre l'Afrique du Sud et le 26 novembre 2005 au Millennium Stadium contre le pays de Galles. Il inscrit dix points, deux essais. Il est capitaine des Wallabies à une reprise, contre la Namibie lors de la coupe du monde 2003.
Il participe à deux éditions de la Coupe du monde, en 1999, où il dispute trois matchs et inscrit un essai, et en 2003 où il dispute trois matchs et où les Wallabies sont battus en finale par les Anglais.
Il participe également à quatre éditions du Tri-nations, en 1998, 1999, 2004 et 2005, disputant un total de sept rencontres dans cette compétition

### Entraîneur
| Saison      | Club         | Division       | Poste    | Classement                                  | Coupe d'Europe | Challenge européen |
| ----------- | ------------ | -------------- | -------- | ------------------------------------------- | -------------- | ------------------ |
| 2013 - 2014 | RC Narbonne  | Pro D2         | Arrières | 5e, éliminé en demi-finale                  | -              | -                  |
| 2014 - 2015 | RC Narbonne  | Pro D2         | Arrières | 14e                                         | -              | -                  |
| 2015 - 2016 | RC Narbonne  | Pro D2         | Arrières | 11e                                         | -              | -                  |
| 2016 - 2017 | US Montauban | Pro D2         | Arrières | 3e, défaite en finale d'accession au Top 14 | -              | -                  |
| 2017 - 2018 | US Montauban | Pro D2         | Avants   | 2e, éliminé en demi-finale                  | -              | -                  |
| 2019        | Waratahs     | Super Rugby    | Arrières | 3e de la conférence australienne            | -              | -                  |
| 2020        | Waratahs     | Super Rugby AU | Arrières | 4e                                          | -              | -                  |

## Palmarès

### En club et province
- Waratahs
  - Finaliste du Super 12 en 2005

- Leinster
  - Vainqueur de la Celtic League en 2008
  - Vainqueur de la Coupe d'Europe en 2009

### En équipe nationale
- Australie
  - Vainqueur de la Coupe du monde en 1999
  - Vainqueur du Tri-nations en 2001
  - Finaliste de la Coupe du monde en 2003